# Butler County, Nebraska
Butler County är ett administrativt område i delstaten Nebraska, USA, med 8 395 invånare. Den administrativa huvudorten (county seat) är David City.

## Geografi
Enligt United States Census Bureau har countyt en total area på 1 514 km². 1 511 km² av den arean är land och 2 km² är vatten.

### Angränsande countyn
- Saunders County, Nebraska - öst
- Seward County, Nebraska - syd
- Polk County, Nebraska - väst
- Platte County, Nebraska - nordväst
- Colfax County, Nebraska - nord